# Plagiothecium sandwicense
Plagiothecium sandwicense là một loài rêu trong họ Plagiotheciaceae. Loài này được (Hook. & Arn.) A. Jaeger mô tả khoa học đầu tiên năm 1878.